# Jane Ridley
Jane Ridley (née le 15 mai 1953) est une historienne, biographe, auteure et présentatrice britannique, et professeure d'histoire moderne à l'Université de Buckingham.
Ridley remporte le prix Duff Cooper en 2002 pour The Architect and his Wife, une biographie de son arrière-grand-père Edwin Lutyens.

## Jeunesse
Née dans le Northumberland, dans le nord-est de l'Angleterre, le 15 mai 1953, Ridley est la fille aînée de l'ancien ministre conservateur Nicholas Ridley (1929-1993) et la petite-fille du 3e vicomte Ridley, par son mariage avec Ursula Lutyens. Son père épouse Clayre Campbell (1927–2015), fille d'Alistair, 4e baron Stratheden et de Campbell. Ils ont trois filles, Jane (1953), Susanna (1955) et Jessica (1957), et divorcent en 1974. Son arrière-grand-mère Emily Bulwer-Lytton (1874–1964), qui a consterné ses parents en épousant l'architecte Edwin Lutyens, est une fille de Robert Lytton, vice-roi des Indes dans les années 1870. Ses parents sont les romanciers Edward et Rosina Bulwer Lytton.
Elle fait ses études à la Cranborne Chase School, un pensionnat indépendant pour filles, depuis fermé, qui occupait alors le château de New Wardour, près du village de Tisbury dans le Wiltshire et plus tard au St Hugh's College, à Oxford, en histoire. Elle obtient un diplôme avec mention très bien en 1974, puis est étudiante chercheuse au Nuffield College jusqu'en 1978, obtenant son doctorat en 1985 avec une thèse intitulée Leadership and Management in the Conservative Party in Parliament 1906–1914. 

## Carrière universitaire
En 1979, Ridley est nommée lectrice en histoire à l'Université de Buckingham, où elle est promue lectrice senior en 1994, maîtresse de conférences en 2002, tutrice principale responsable de la discipline des étudiants l'année suivante, et enfin professeure en 2007. À Buckingham, elle continue d'être tutrice principale et d'enseigner l'histoire et est responsable du cours de maîtrise ès arts en biographie de l'université depuis sa création en 1996.
Le premier livre de Ridley est The Letters of Edwin Lutyens (1985), un recueil de lettres de son arrière-grand-père, édité conjointement avec sa mère, Clayre Percy. Elle combine l'histoire sociale avec son sport de chasse au renard pour produire Fox hunting: a history (1990), qui commence par les mots « La chasse au renard n'est pas strictement nécessaire. ».
En 1995, Ridley publie The Young Disraeli, qui retrace les premières années de Benjamin Disraeli. Elle conteste qu'il doive être considéré comme le père du conservatisme one-nation, écrivant que « Disraeli n'a pas utilisé cette expression et n'a pas voulu créer une société sans classes... La légende de Disraeli a été créée en grande partie par le parti conservateur, qui avait besoin d'un héros sur lequel fonder ses idées pour rendre le parti éligible dans une démocratie. ».
La biographie de Ridley sur son arrière-grand-père Edwin Lutyens, The Architect and his Wife, remporte le prix Duff Cooper en 2002.
En 2008, Ridley reçoit une bourse de recherche Leverhulme pour travailler sur sa biographie du roi Édouard VII et celle-ci est publiée sous le titre Bertie: A Life of Edward VII en 2012. Dans sa critique de l'ouvrage pour The Spectator, A.N. Wilson la qualifie de « profondément instruit et d'une excellente lecture ».

## Vie personnelle
En 1986, Ridley épouse Stephen Francis Thomas, un écrivain, le plus jeune fils de William Cooper Thomas. Ils ont deux fils.
Ridley est membre du comité de la Bibliothèque de Londres et vit à Dorset Square, Marylebone.

## Principales publications
- The letters of Edwin Lutyens to his wife Lady Emily, éd. avec Clayre Percy (Collins, 1985)
- Fox Hunting: a history (Collins, 1990)
- The Letters of Arthur Balfour and Lady Elcho, éd. avec Clayre Percy (Hamish Hamilton, 1992)
- The Young Disraeli (Londres : Sinclair-Stevenson, 1995)
- The Architect and his Wife: a life of Edwin Lutyens (Chatto & Windus, 2002)
- Bertie: A Life of Edward VII (Londres : Chatto & Windus, 2012)
  - The Heir Apparent: A Life of Edward VII, the Playboy Prince (New York : Random House, 2012)
- Queen Victoria: a short life (Penguin, 2014)
- Contributions au Dictionnaire biographique national d'Oxford
- George V: Never a Dull Moment (Vintage Publishing, 2021)